# Sarapuí
Sarapuí é um município do estado de São Paulo, no Brasil. Situa-se na Região Metropolitana de Sorocaba, na Mesorregião Macro Metropolitana Paulista e na Microrregião de Sorocaba. Sua população estimada em 2020 era de 10.390 habitantes. O município é formado pela sede e pelo distrito de Cocaes.

## Topônimo
O nome do município é uma referência ao rio homônimo que o atravessa.

## História
Sarapuí nasceu como pouso de tropeiros que trafegavam entre São Paulo e Rio Grande do Sul.
O trabalho na lavoura atraiu novos habitantes e ajudou na criação da freguesia, em 28 de fevereiro de 1844, no município de Itapetininga. Na mesma data, recebeu o nome de "Sarapuí".
No dia 13 de março de 1872, com o novo impulso dado pela introdução das culturas de algodão e de cereais, foi elevada à categoria de vila. Em 21 de maio de 1934, Sarapuí foi elevada à categoria de distrito de Itapetininga. Foi emancipada no dia 7 de outubro de 1937.

## Geografia
Localiza-se à latitude 23°38'26" sul e à longitude 47°49'29" oeste, com 590 metros de altitude. Possui uma área de 354,463 km² de área. Tem um distrito chamado Cocaes.

### Hidrografia
- Rio Sarapuí
- Rio Turvo

### Rodovias
- SP-270
- SP-268

## Política e administração
- Prefeito: Gustavo de Souza Barros Vieira (Professor Gustavo) - PSDB (2021-2024)
- Vice-prefeito: Francisco de Almeida (Chico Boiadeiro) - PP
- Presidente da câmara: Laércio Larice (Leco) - PP (2021-2022)

## Economia
Sarapuí possui 7 indústrias em diversos segmentos, empregando mais de mil munícipes.
O município predomina em pecuária bovina, bubalina e ovina sendo reconhecida como a maior bacia leiteira da América Latina.[carece de fontes?].
O município é conhecido como "Capital da Melancia"[carece de fontes?] em razão do clima e do solo propícios ao cultivo da fruta.
Dentre os produtos agropecuários cultivados no município, predominam as culturas da melancia, do milho verde e da uva.

## Infraestrutura

### Comunicações
O sistema de telefones automáticos foi inaugurado na cidade em 1977 pela Telecomunicações de São Paulo (TELESP), que também implantou o sistema de discagem direta à distância (DDD) em 1983 com o código de área (0152). Anteriormente a cidade era atendida pela Companhia de Telecomunicações do Estado de São Paulo (COTESP).
Na década de 90 o código DDD da cidade foi alterado para (015), para padronização do sistema telefônico com a telefonia celular que estava sendo implantada em todo o estado.

## Religião
A cultura religiosa do município é formada por vários grupos religiosos, tais como católicos, evangélicos, Testemunhas de Jeová e adventistas, porém a maioria da população é católica.
O Cristianismo se faz presente na cidade da seguinte forma:

### Igreja Católica
- A igreja faz parte da Diocese de Itapetininga.[10]

Tem como líder espiritual o padre Sirlei Oliveira, que atende quinze comunidades: comunidade São Roque (Distrito dos Cocais), São Bento (Bairro do Rodeio), São José (Bairro da Ressaca), Nossa Senhora de Fátima (Bairro da Várzea de Baixo), Santa Luzia (Bairro da Várzea de Cima), Nossa Senhora Auxiliadora (Assentamento Carlos Lamarca), Bom Jesus (Bairro Cabaçais), Nossa Senhora das Estrelas (Bairro Congonhas), Nossa Senhora da Conceição (Bairro do Rio Acima), Santo Antônio ( Bairro do Faxinal do Rio Acima), Nossa Senhora Aparecida (Bairro Lava Pés), São Paulo Apóstolo (Vila Rica/CDHU), Papa São João Paulo II (Bairro Morada do Sol), São João Batista (Vila São João). Bom Pastor (Lar São Vicente de Paulo) e Matriz Nossa Senhora das Dores (Centro). A Igreja Católica conta ainda com o auxílio de três diáconos permanentes: diáconos Agenor Pitica, João Inoízio e João Ferreira.

### Igrejas Evangélicas
Entre as igrejas protestantes históricas, pentecostais e neopentecostais, encontram-se na cidade:
- Assembleia de Deus Ministério do Belém.[13][14]
- Congregação Cristã no Brasil.[15]